# Blanche von Bourbon
Blanche von Bourbon (* 1339; † 1361) war Königin von Kastilien. Sie war eine Tochter von Peter I. von Bourbon und Isabella von Valois.
Am 3. Juni 1353 heiratete sie mit 14 Jahren in Valladolid, Spanien, König Peter I. von Kastilien, später genannt „der Grausame“ oder „der Gerechte“. Zuvor schon, am 9. Juli 1352, war sie ihm in einer Ferntrauung in der Abtei von Preuilly angetraut worden. Sie heirateten, weil König Peter eine Verbindung zu Frankreich wünschte.

## Ehe
Man nimmt an, dass König Peter vor seiner Hochzeit mit Blanche bereits seine Geliebte, die kastilische Adlige María de Padilla, geheiratet hatte, jedoch stritt er dies ab. Es gab große Schwierigkeiten um das Brautgeld, das ihm für die Ehe mit Blanche versprochen war. Peter sah sich möglicherweise von seinem Schwiegervater um die Mitgift betrogen.
Drei Tage nach der Hochzeit verließ Peter Blanche und kehrte zu Maria de Padilla zurück. Mit Maria hatte er später vier Kinder: Beatrix, Konstanze, Isabella und Alfons. Mit der Ehefrau Blanche hatte Peter hingegen kein einziges Kind.
Blanches Cousin, Johann II. von Frankreich, appellierte an Papst Innozenz VI., dass er Peter aufgrund der Gefangennahme Blanches exkommuniziere, aber der Papst entschied anders.

## Doña Blanca
In Spanien ist Blanche de Bourbon als Doña Blanca de Borbón bekannt. Pedro I. kerkerte seine junge Frau Doña Blanca de Borbón ein, zuerst im Schloss von Arevalo, dann in Valladolid, in Sigüenza, in Toledo, in Jerez und zuletzt in Medina-Sidonia, im – von Frankreich aus betrachtet – entferntesten Winkel Spaniens.

## Tod
Blanche starb schließlich acht Jahre nach ihrer Hochzeit in Medina-Sidonia im Alter von 22 Jahren. Einer Legende nach wurde sie von einem Bogenschützen ermordet, den ihr Ehemann, der König, gesandt hatte. Eine andere Überlieferung des zeitgenössischen Chronisten Pedro López de Ayala (1332–1407) spricht von Vergiftung. Noch im selben Jahr starb auch Blanches Nebenbuhlerin Maria.
Die heutige Wissenschaft nimmt aber an, dass sie an einer Krankheit, wahrscheinlich Schwindsucht, starb.